# Dub na Zadních Lužích
Dub na Zadních Lužích je památný strom poblíž města Slaného v okrese Kladno. Dub letní (Quercus robur) roste vedle rozsáhlých ovocných sadů v lokalitě, pomístně zvané Zadní Luže, zhruba 2 km východně od centra města a 600 metrů jihozápadně od vesničky Blahotice, při historické polní cestě z Ovčár do Zvoleněvsi, několik set kroků jihovýchodně od městské čistírny odpadních vod. Z širšího hlediska vzato se jedná o stráň, mírně ukloněnou k ssz., jež tvoří pravou stranu údolí Červeného potoka, terénní konfigurace v bezprostředním okolí dubu je však poněkud složitější: Zmíněná polní cesta, stoupající strání od dnešní ČOV směrem k jihovýchodu, zde sleduje nevýraznou boční úžlabinu, takže v délce asi 200 metrů vytváří jakýsi mělký úvoz. Ve směru od potoka vzhůru roste dub v levém (východním) břehu tohoto úvozu, tedy na terénní hraně orientované zhruba sz./jv. Cestu po obou stranách hustě lemují stromy a keře, do nichž je dub zapojen a tudíž prakticky skryt před pohledy z větší vzdálenosti.
Dub požívá ochrany od roku 1985, kdy byl vyhlášen coby chráněný přírodní výtvor; s novým zákonem o ochraně přírody a krajiny tak roku 1992 přešel do kategorie památný strom. Měřený obvod jeho kmene v době vyhlášení dosahoval 430 centimetrů; výška stromu činila 21,5 metru..
Zdravotní stav stromu je zhoršený, patrné je vícečetné napadení dřevokaznými houbami. Označení, např. tabulí „Památný strom“ s malým státním znakem, v terénu chybí (stav 2013).
Pro pěší je památný strom dostupný po výše zmíněné cestě, která je neznačeným asi 100metrovým odbočením z trasy Ovocné stezky, zřízené v okolí sadů roku 2012.

## Fotogalerie

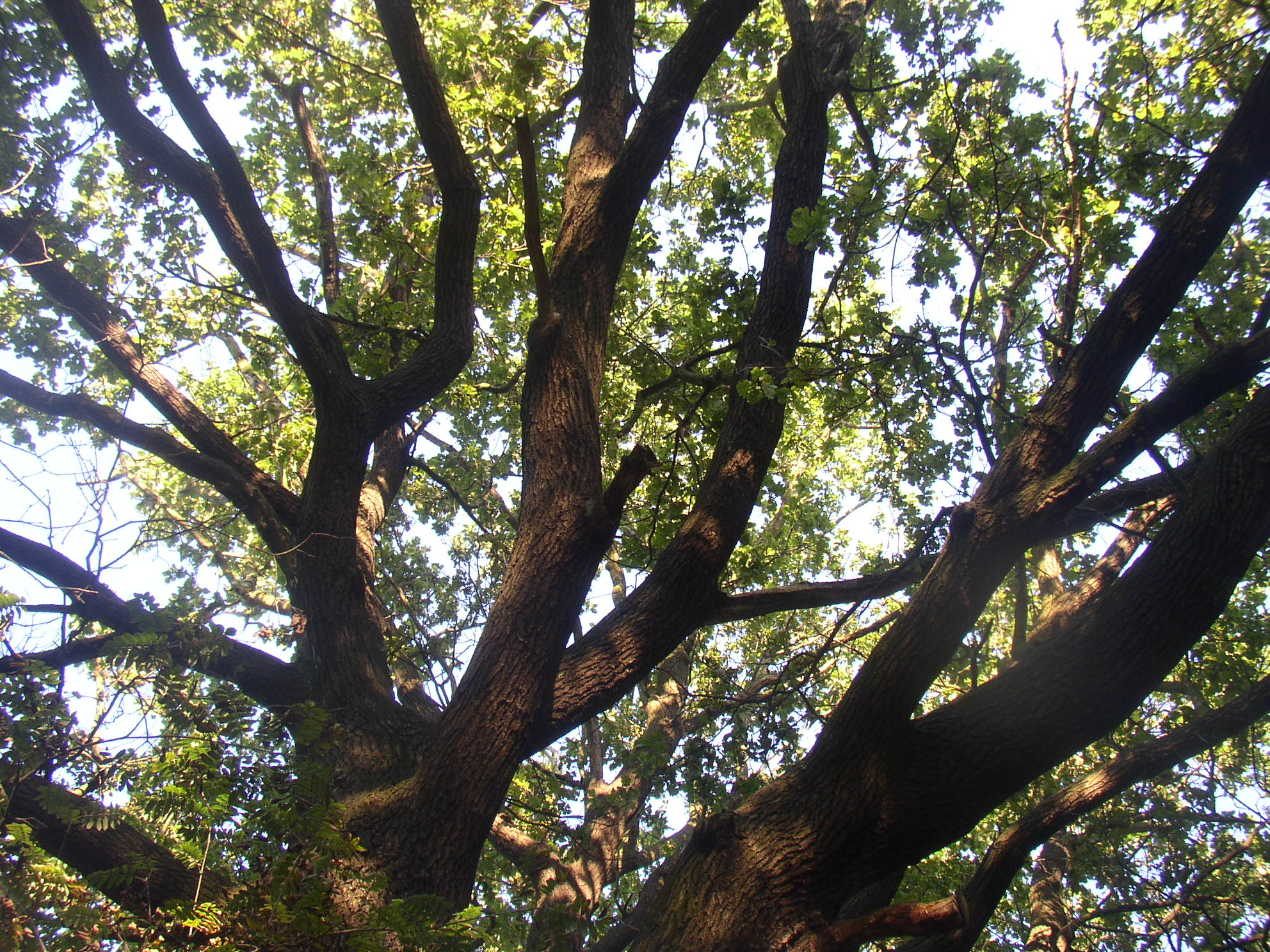
Pohled vzhůru na větvení koruny
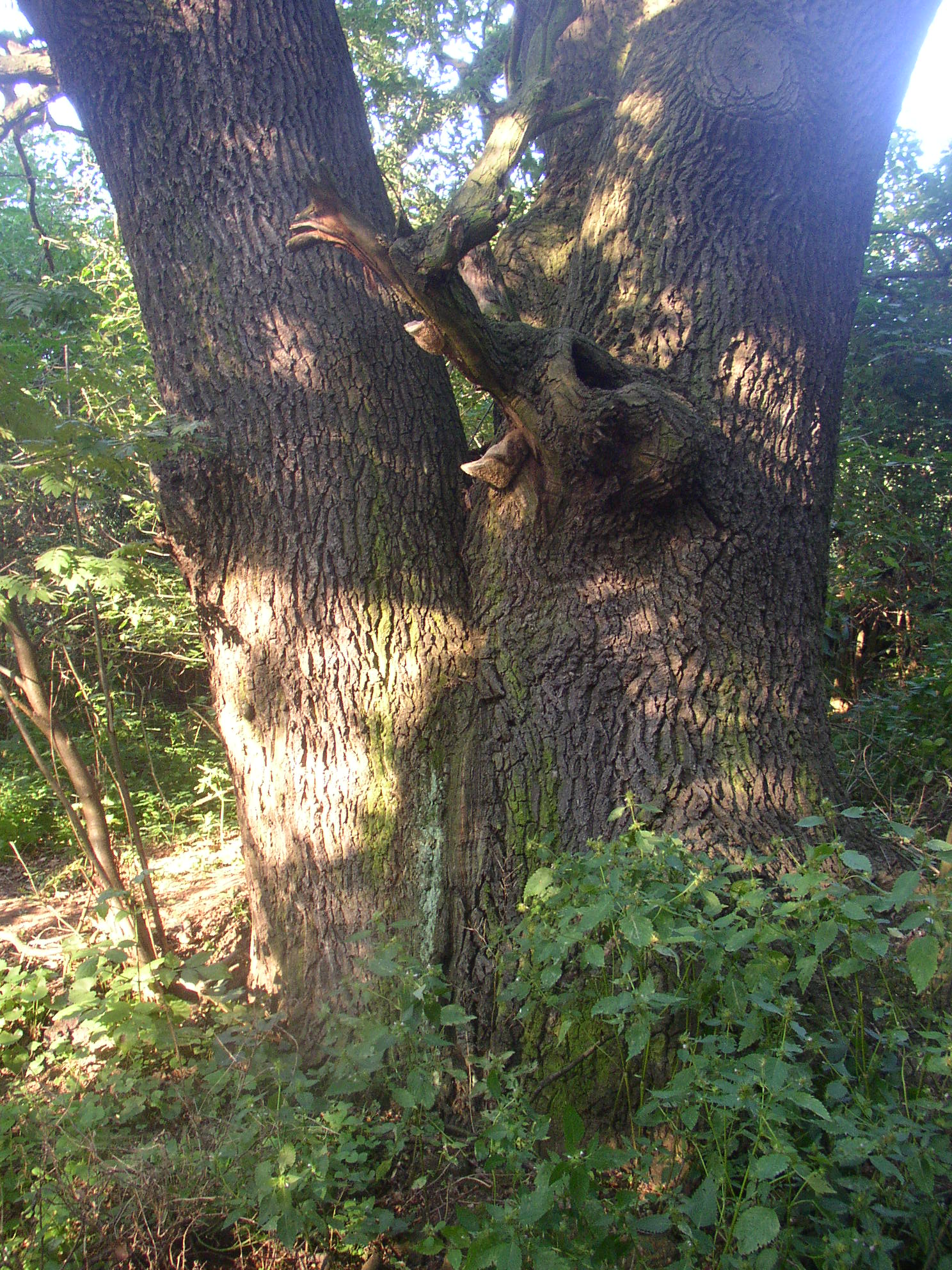
Kmen a větve poseté plodnicemi hub

## Památné a významné stromy vokolí
- Dub u Čížků (4,7 km j.)
- Dub v Podlešíně (3,5 km vjv.)
- Dub v Želenicích (4,4 km jv.)
- Duby u Otrub (3,0 km sz.)
- Hrušeň v Kvíci (4,3 km jz.)
- Lípa malolistá v Želenicích (4,3 km vjv.)
- Lípa u Rosů (2,3 km sz.)
- Lípa u Vítova (2,9 km sv.)
- Lípa velkolistá v Želenicích (4,2 km vjv.)
- Podlešínská lípa (3,5 km vjv.)
- Topol v Trpoměchách (4,1 km zsz.)
- † Žižická lípa (3,6 km vsv.)